# Glicosamminoglicano
I glicosaminoglicani, o glucosamminoglicani, (noti anche come GAGs o mucopolisaccaridi), sono lunghe catene lineari formate da unità disaccaridiche che continuano a ripetersi in ordine determinato alternando un amminosaccaride, cioè contenente un gruppo funzionale amminico (-NH2) al posto di un semplice gruppo funzionale idrossilico (-OH) e un monosaccaride in genere acido (i.e. contenente uno o più gruppi carbossilici e/o solfati e quindi a loro volta contenenti cariche negative).
Essendo idrofili, i GAG possono legarsi molto facilmente con molecole d'acqua, creando molecole idratate. L'idratazione porta a una sorta di "rigonfiamento" della molecola GAG.
I glicosamminoglicani, legandosi a proteine per andare a formare i proteoglicani, sono molecole tipiche della sostanza fondamentale amorfa che compone la matrice extracellulare dei tessuti connettivi, conferendo alcune delle loro caratteristiche tipiche, come appunto la capacità di idratarsi abbondantemente.
Esempi di GAG includono:
| Nome               | Monosaccaride acido o neutro | Amminosaccaride                                  | Geometria di legame tra le principali unità monomeriche | Caratteristiche |
| Condroitin solfato | GlcUA o GlcUA(2S)            | GalNAc o GalNAc(4S) o GalNAc(6S) o GalNAc(4S,6S) | →4GlcUAβ1→3GalNAcβ1→                                    | È il GAG più abbondante e si trova prevalentemente nelle cartilagini a cui conferisce le particolari caratteristiche di ammortizzazione. |
| Dermatan solfato   | GlcUA o IdoUA o IdoUA(2S)    | GalNAc o GalNAc(4S) o GalNAc(6S) o GalNAc(4S,6S) | →4IdoUAα1→3GalNAcβ1→                                    | Il dermatansolfato è abbondante nel derma, nella parete dei vasi sanguigni e delle valvole cardiache. Si lega al tropocollagene ed è coinvolto nell'orientamento delle fibre di collagene. Conferisce elasticità e resistenza alla pelle e alle valvole cardiache. |
| Cheratan solfato   | Gal o Gal(6S)                | GlcNAc o GlcNAc(6S)                              | →3Gal(6S)β1→4GlcNAc(6S)β1→                              | ne esistono di due tipi: di tipo I e di tipo II, il primo è localizzato esclusivamente nella cornea mentre il tipo II è presente nel connettivo lasso e può essere un gruppo fucosilato.                                                                           |
| Eparina            | GlcUA o IdoUA(2S)            | GlcNAc o GlcNS o GlcNAc(6S) o GlcNS(6S)          | →4IdoUA(2S)α1→4GlcNS(6S)α1→                             | Contiene una piccola componente peptidica di 2 amminoacidi (glicina e serina) e svolge la funzione di anticoagulante. |
| Eparan solfato     | GlcUA o IdoUA o IdoUA(2S)    | GlcNAc o GlcNS o GlcNAc(6S) o GlcNS(6S)          | →4GlcUAβ1→4GlcNAcα1→                                    | Ha una struttura molto simile a quella dell'eparina da cui si distingue per il grado inferiore di solfatazione e partecipa al riconoscimento cellulare. |
| Acido ialuronico   | GlcUA                        | GlcNAc                                           | →4GlcUAβ1→3GlcNAcβ1→                                    | È l'unico GAG non solfato. Si trova libero all'interno delle membrane sinoviali in cui funziona come lubrificante e costituisce l'asse centrale degli aggrecani.                                                                                                   |

## Produzione
I GAG che spesso sono legati a proteine formando proteoglicani sono sintetizzati nell'apparato del Golgi dove in seguito a modifiche post-trascrizionali le unità disaccariche vengono aggiunte ai core proteici.
Fa eccezione però l'acido ialuronico, che non essendo parte di proteoglicani ma trovandosi libero, viene prodotto da enzimi presenti sulla superficie citosolica della membrana plasmatica (HA sintetasi).

## Funzioni
I GAG svolgono prevalentemente funzioni di sostegno e protezione della maggior parte dei tessuti.
- Creano e mantengono costante la pressione di turgore extracellulare.
- Contengono una grande quantità di acqua di riserva.
- Conferiscono alle cartilagini proprietà ammortizzanti potendo i GAG cambiare rapidamente il loro volume in seguito a forze di compressione perdendo le molecole di acqua di idratazione.
- Svolgono funzioni lubrificanti all'interno della membrana sinoviale.
- Hanno funzione di trasporto di molecole idrosolubili che possono diffondersi rapidamente all'interno della struttura porosa del GAG.
- Sono donatori di unità glicosidiche durante la sintesi della componente glucidica di glicoproteine.
- Possono aggregarsi tra loro e con proteine dando luogo a proteoglicani.